# 国鉄C21形コンテナ
国鉄C21形コンテナ（こくてつC21がたコンテナ）は、日本国有鉄道（国鉄）が1974年（昭和49年）から1976年（昭和51年）まで製造した、鉄道輸送用12 ft長5 t積み有蓋コンテナである。

## 概要

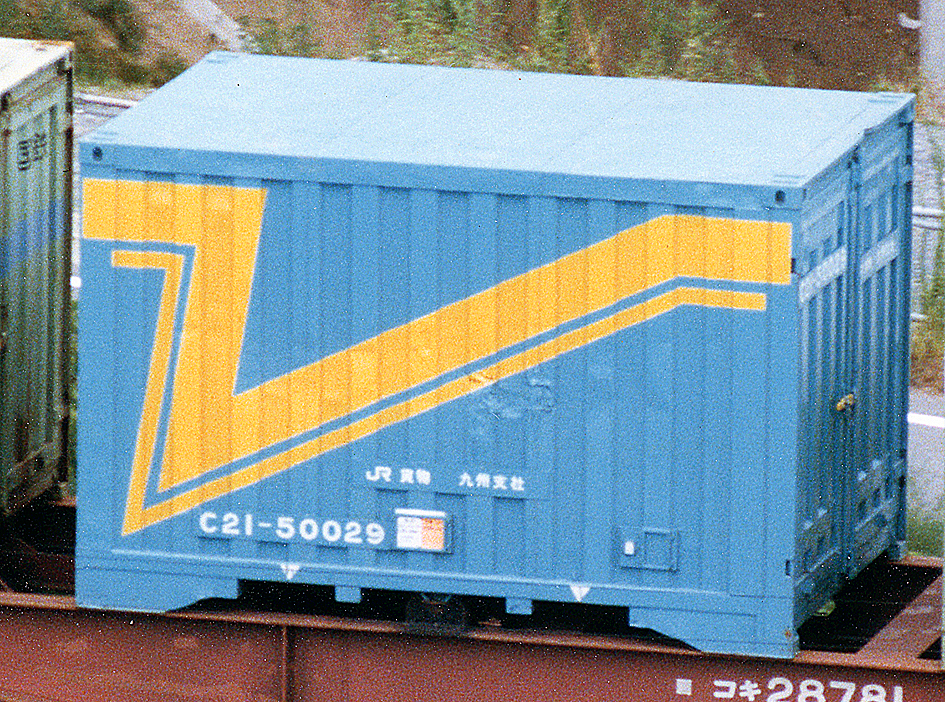
C21-50029（簡易通風改造されたJR貨物九州支社所有の個体）

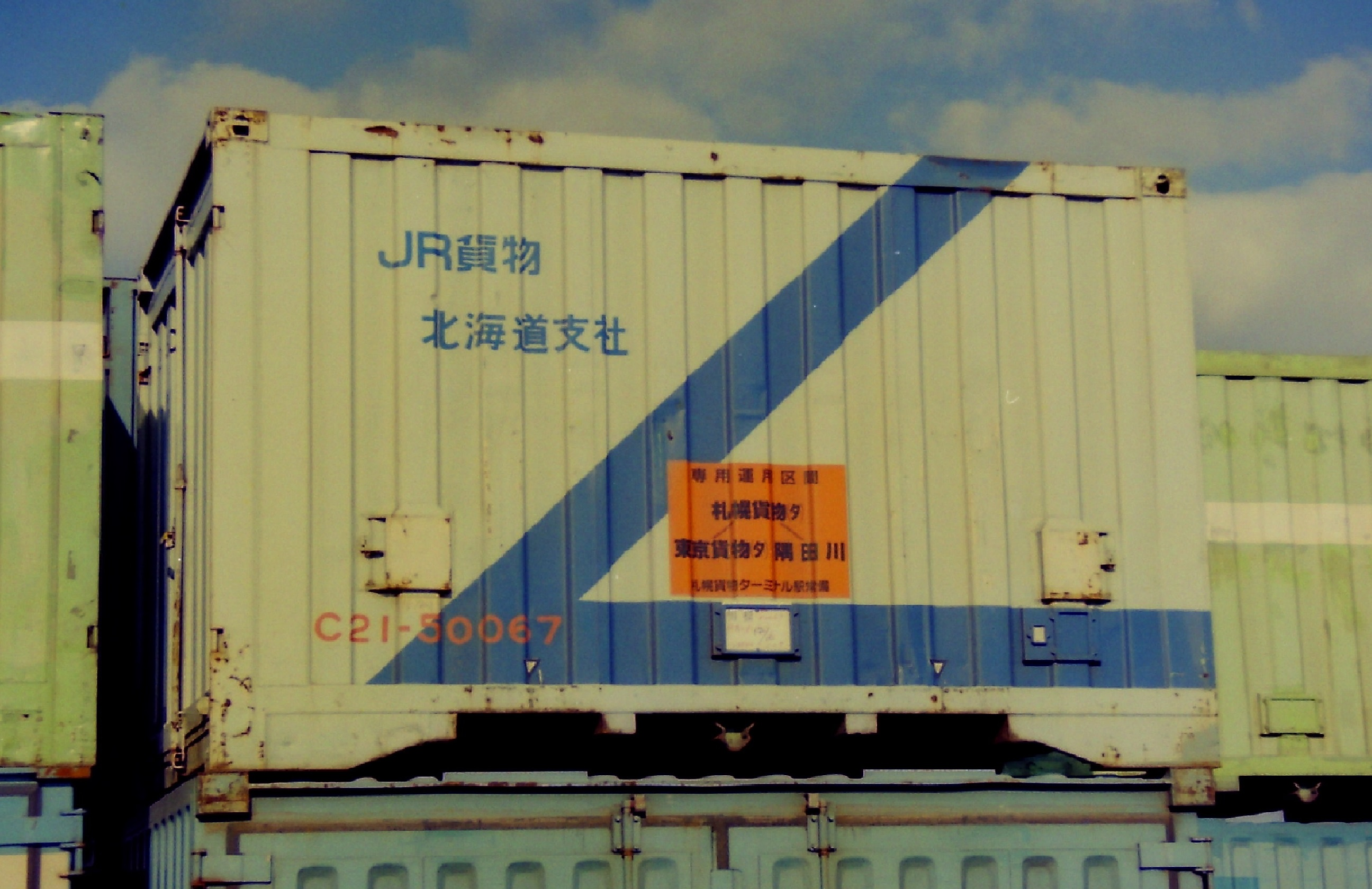
C21-50067（簡易通風改造されたJR貨物北海道支社所有の個体）

1970年（昭和45年）に試作された、5 t積み12 ft長の2種コンテナC94形では、上下隅にツイストロック式の金具が設置されていたが、量産形式のC20形では採用を見送った。その後、コンテナ主要基地でクレーン自動荷役を行う計画が出たため、1974年（昭和49年）にC20形を基に上部四隅にツイストロック式のクレーン用の吊り金具を備えて、構造強化を図った本形式が登場した。
14,000個が、富士重工業および東急車輛製造で製造された。しかし、荷役設備が対応できなかったためクレーン自動荷役は失敗に終わり、C20形コンテナと同様に運用されるようになった。1977年（昭和52年）から吊り金具の無いC20形が再び製造されている。
本形式を基に、内部に保冷パネルを追加して簡易保冷コンテナとしたC95形が開発された。
1983年（昭和57年）にC20形と共に、荷役の効率化のため片側面に扉を設けた「二方開き」のC30形へ、数百個が改造された。
1987年（昭和62年）の国鉄分割民営化に際しては、12,801個が日本貨物鉄道（JR貨物）に引き継がれ、継続使用された。数百個が簡易通風仕様の50000番台へ改造された（詳細はC20形の項目を参照）。その他にも側面の半分を撤去して無蓋化改造された個体もある。
その後、18D形や19D形などの新形コンテナの登場により、他形式コンテナへの改造や廃棄が進み、2006年度（平成18年度）に全廃された。

## 構造
C20形コンテナをクレーン自動荷役用に改良したもので、上部四隅にツイストロック式の吊り金具付きとするとともに、鴨居等の構造が強化された。片側妻扉のみの一方開き。外法寸法は高さ2,350 mm、幅2,438 mm、長さ3,658 mm、自重1.3 t。内容積は17.0 m3。
塗装は、当時の標準色である黄緑6号「コンテナグリーン」を地色とするが、側面の帯はC20形の白色に対し、区別のため青色（青22号）となっている点が異なる。屋根上の対角2ヶ所にコンテナ番号の下3桁を標記している。